# ژوزف گیوتن
دکتر ژوزف-اینیاس گیوتَن (به فرانسوی: Joseph-Ignace Guillotin)‏ (۲۸ مه ۱۷۳۸ – ۲۶ مارس ۱۸۱۴) پزشک و سیاست‌مدار فرانسوی بود. شهرت وی بیشتر به خاطر اختراع گیوتین دستگاهی است که به‌طور اتوماتیک سرِ مجرمان را از بدن جدا می‌کرد. دستگاه اختراعیِ وی در دوران انقلاب فرانسه به‌وفور استفاده شد. او گیوتین را با این هدف اختراع کرد که از شکنجهٔ محکومان جلوگیری شود و آنان کمتر درد بکشند.

## زندگی‌نامه
او پزشک بود. 

## ساخت گیوتین
پیانوساز آلمانی، «توبیاس اشمیت» (به آلمانی: Tobias Schmidt)، در سال ۱۷۹۲ به دستور جلاد سانسون نخستین نمونه‌های کاربردیِ گیوتین را ساخت و کارایی این نمونه‌ها را که تیغه‌ای منحنی‌شکل داشتند، روی گوسفندان و جسد انسان‌ها آزمایش کرد و نتیجه گرفت که تیغهٔ منحنی گردن را کاملاً جدا نمی‌کند. اولین اعدام رسمی به وسیلهٔ دستگاه ثبت‌اختراع‌شدهٔ اشمیت در تاریخ ۲۵ آوریل ۱۷۹۲ اجرا شد. دکتر گیوتَن، بابت حق‌الزحمه، اجرت هنگفتی معادل ۹۶۰ لیور فرانسه (Livre) به توبیاس اشمیت پرداخت.

## درگذشت
بر خلاف این‌ افسانه رایج که او در جریان انقلاب کبیر فرانسه (۱۷۸۹ میلادی) خود با دستگاه گیوتین گردن زده شده است، وی در ۲۶ مارس ۱۸۱۴ اندکی پیش از شکست ناپلئون و بازگشت دودمان بوربون‌ها، در سن ۷۵ سالگی به مرگ طبیعی درگذشت.